# Rivista Italiana di Numismatica
Die Rivista Italiana di Numismatica (vollstandig Rivista Italiana di Numismatica e Scienze Affini) ist eine 1888 gegründete numismatische Zeitschrift, und damit die älteste noch bestehende münzkundliche Zeitschrift Italiens. Sie erscheint jährlich.
Gründer waren Francesco und Ercole Gnecchi. Erster Direktor war bis 1889 Solone Ambrosoli. Daraufhin leiteten die Brüder Gnecchi 28 Jahre lang die Rivista. Die Redaktion der Rivista Italiana di Numismatica regte die Gründung der Società Numismatica Italiana an, die 1892 erfolgte. Ihr Publikationsorgan ist die Zeitschrift bis heute.
Spätere Direktoren (Hauptredakteure) waren Lodovico Laffranchi (1918–1919), Angelo Francesco Romagnoli (1920–1923), Gianluigi Cornaggia Castiglioni (1924–1929), Serafino Ricci (1941–1942), Giorgio Nicodemi (1943), Antonio Sormani Andreani Verri (1944–1951), Oscar Ulrich-Bansa (1952–1958, 1962–1966), Vico D’Incerti (1959–1961), Ernesto Bernareggi (1967–1971), Franco Panvini Rosati (1972–1979), Giovanni Gorini (1980–1990), Daniele Foraboschi (1991–2006), Adriano Savio (2007–). Seit 2018 fungiert Andrea Saccocci als Direktor.
Zum hundertsten Jahrestag publizierte Giovanni Gorini 1988 einen Überblick über die Geschichte der Fachzeitschrift.